# 兀龍屬
兀龍屬（學名：Gyposaurus）是種原始蜥腳形亞目恐龍，生存於侏羅紀早期的中國及南非。牠經常被認為是其他原始蜥腳形亞目的幼體，但中國兀龍近期卻被認為是有效的物種。牠的學名的意思是「兀鷲蜥蜴」，是因早期理論認為原蜥腳类是肉食性恐龍而命名的。

## 化石發現
南非兀龍（G. capensis）是由蘇格蘭醫生及古生物學家羅伯特·布魯姆（Robert Broom）於1911年根據部份骨骼命名的，這些骨骼包括了11節背椎及6節尾椎、肋骨、腹肋、部份右肩胛骨、右骨盆、左腸骨、及大部份右後肢，都是從南非奧蘭治自由邦的上艾略特組發現。起初他認為兀龍是屬於可疑的Hortalotarsus。彼得·加爾東（Peter Galton）等人於1976年將牠定為近蜥龍的異名，但Michael Cooper則於1981年認為牠是大椎龍的異名，但不被廣泛接納。
在1941年，杨钟健根據中國雲南祿豐組發現的大部份骨骼、部份頭顱骨，命名為中國兀龍（G. sinensis），並將多個標本編入此種；祿豐組的年代為侏羅紀早期。加爾東於1976年將牠歸類為祿豐龍的幼體，但董枝明則於1992年將此種歸類於近蜥龍。在2004年，加爾東及保羅·厄普丘奇（Paul Upchurch）則認為牠有可能是一個有效及獨立的分類，但需要一個新的屬名。

## 外部連結
- Gyposaurus in the Dinosaur Encyclopaedia （页面存档备份，存于） at DinoRuss's Lair
- Gyposaurus at Thescelosaurus!